# Czesław Miłosz
Czesław Miłosz (Šeteniai, 30 giugno 1911 – Cracovia, 14 agosto 2004) è stato un poeta e saggista polacco.
Nato a Šeteniai, oggi in Lituania, ma allora facente parte dell’Impero russo, Czesław Miłosz frequenta le scuole superiori e l’università a Vilnius, oggi in Lituania ma allora in Polonia. Cofondatore del gruppo letterario “Zagary”, fa il suo debutto nel 1930 con due volumi di poesia. Lavora per la radio polacca e continua il proprio percorso creativo seguendo con attenzione i fatti che affliggeranno la Polonia, stretta tra le rivendicazioni di Germania e Russia. Passa la maggior parte della guerra a Varsavia lavorando per la stampa clandestina.
Dopo la guerra, diventa addetto culturale all’ambasciata polacca a Washington e successivamente a Parigi, nel 1951. Fortemente critico rispetto alla condotta governativa e al clima culturale imposto da un’élite politica e intellettuale formatasi a Mosca, non esita a manifestare il proprio scetticismo sulle prospettive del socialismo reale. In seguito alla rottura con il partito comunista, chiede asilo politico in Francia, per trasferirsi successivamente negli Stati Uniti. A contatto con il clima culturale fervente di Berkeley, in California, dove insegna letteratura polacca, continua la propria opera poetica dedicandosi parallelamente all’attività di traduzione, cruciale per la diffusione della poesia polacca in ambito anglo-americano e successivamente europeo.
Nel 1980  gli è stato conferito il Premio Nobel per la letteratura.

## Biografia
Era figlio di Aleksander Miłosz, ingegnere civile, e di Weronica (nata Kuna), discendente da un fratello del bisnonno del grande poeta lituano di espressione francese Oscar Vadislas de Lubicz Milosz.
Nato a Šeteniai, oggi in Lituania, ma allora facente parte dell'Impero russo, Czesław Miłosz frequentò le scuole superiori e l'università a Vilnius, oggi in Lituania, ma allora in Polonia.
Cofondatore del gruppo letterario "Zagary", fece il suo debutto nel 1930 con due volumi di poesia.
Lavorò per la radio polacca e continuò il proprio percorso creativo seguendo con attenzione i fatti che affliggevano la Polonia, stretta tra le rivendicazioni di Germania e Unione Sovietica. Passò la maggior parte della guerra a Varsavia lavorando per la stampa clandestina.
Dopo la guerra, diventò addetto culturale all'ambasciata polacca a Washington e successivamente, nel 1951, a Parigi. Fortemente critico rispetto alla condotta governativa e al clima culturale imposto da un'élite politica e intellettuale formatasi a Mosca, non esitò a manifestare il proprio scetticismo sulle prospettive del socialismo reale. In seguito alla rottura con il partito comunista, chiese asilo politico in Francia, per trasferirsi successivamente negli Stati Uniti. A contatto con il clima culturale fervente di Berkeley, in California, dove insegnò letteratura polacca, continuò la propria opera poetica, dedicandosi parallelamente all'attività di traduzione, cruciale per la diffusione della poesia polacca nell'ambito anglo-americano e successivamente europeo. Nel 1969 scrisse e pubblicò, in America, una poderosa Storia della Letteratura Polacca: aggiornata, per l'edizione italiana, sino all'epocale avvento di Solidarnosc, ha rinnovato, con geniale intento didattico, lo studio sui contenuti di questa mirabile fioritura dell'umano spirito creatore. 
Nel 1980 gli venne conferito il Premio Nobel per la letteratura con la seguente motivazione:
(Motivazione del premio Nobel per la letteratura)
Nello stesso anno, gli operai di Solidarność trascrissero brani di una sua poesia ai piedi del monumento a Danzica dedicato ai lavoratori uccisi dalla polizia durante gli scioperi del 1970.
Nel 1993 ricevette il Premio Grinzane Cavour.
Il suo corpo è sepolto, insieme ad altri famosi scrittori e artisti polacchi, nella chiesa di San Michele Arcangelo e San Stanislao (Skałka) a Cracovia.

## Saggista e poeta
In ambito saggistico, Czesław Miłosz contribuì al dibattito sulla possibilità di intraprendere il lavoro culturale in quanto azione politica e sociale, allineandosi alle tematiche dell'ambiente intellettuale francese dei primi anni cinquanta e fornendone, tuttavia, una chiave di lettura distinta e originale. Ne La mente prigioniera (1953), testo che unisce la riflessione saggistica a tecniche romanzesche, Czesław Miłosz affrontò il complesso rapporto tra letteratura e società nell'ambito delle democrazie popolari satelliti del mondo sovietico. Demistificando esplicitamente ogni idealizzazione del socialismo reale, evocò e analizzò tanto l'adesione quanto la dissociazione degli intellettuali al sistema (il Murti-Bing) consolidatosi in Polonia nel dopoguerra. In aperto contrasto con la lettura ideologizzata dell'intellettuale dissidente diffusasi nell'ambiente europeo filo-comunista, Czesław Miłosz ritrasse la condizione divisa dell'individuo all'interno di un regime totalitario, attribuendone la libertà di pensiero e parola ad una pratica eretica (il "ketman") basata sulla dissimulazione e sulla perfetta comprensione e conversione dei meccanismi censorii in cui vive.
Fonte di aspre polemiche fin dall'uscita, il saggio-romanzo offrì una prospettiva critica inedita sulla libertà umana e una chiave di lettura preziosa al registro antifrastico che domina la produzione del poeta, come mostra il mondo evocato nel noto componimento Fanciullo d'Europa.

## Influenze
In un dialogo sulla letteratura con Iosif Brodskij, realizzato nel 1989 e pubblicato nel 2001 sulla rivista Zeszyty Literackie, parlando degli scrittori che l'hanno influenzato, Czesław Miłosz dice: 

## Opere tradotte in italiano
- La mente prigioniera, trad. di Olga Ceretti Borsini, Martello, Milano, 1955; trad. di Giorgio Origlia, Adelphi, Milano, I ed. 1981
- Europa familiare , trad. di Riccardo Landau, Silva, Milano, 1961
- La fodera del mondo, a cura di Valeria Rossella, Fondazione Piazzolla, Roma, 1966
- Il castigo della speranza : 20 poesie, a cura di Pietro Marchesani, All'insegna del pesce d'oro, Milano, 1981
- Il poeta ricorda : 24 poesie, a cura di Pietro Marchesani,  introduzione di Josif Brodskij, Libri Scheiwiller, Milano, 1981
- Czesław Miłosz racconta Czesław Miłosz, a cura di Aleksander Fiut, CSEO Biblioteca, Bologna, 1983
- Storia della letteratura polacca. Bologna, 1983
- Poesie, a cura di Pietro Marchesani, Adelphi, Milano, I ed. 1983
- La mia Europa,  trad. di F. Bovoli, Adelphi, Milano, 1985
- La terra di Ulro,  a cura di Pietro Marchesani,  Adelphi, Milano, 2000
- Il cagnolino lungo la strada,  a cura di Andrea Ceccherelli, Adelphi, Milano, 2002
- Abbecedario, a cura di Andrea Ceccherelli, Adelphi, Milano, 2010
- Trattato poetico, trad. di Valeria Rossella, Adelphi, Milano, 2011
- La testimonianza della poesia : sei lezioni sulle vulnerabilità del Novecento, a cura di Andrea Ceccherelli, Adelphi, Milano, 2013